# Samuel Yeboah
Samuel Yeboah (Accra, Ghana, 8 augustus 1986) is een spits bij de Cypriotische voetbalclub Nea Salamis Famagusta.

## Carrière
| Seizoen | Club                  | Land     | Competitie                  | Wedst | Goals |
| ------- | --------------------- | -------- | --------------------------- | ----- | ----- |
| 2003/04 | Heart of Lions        | Ghana    | Premier League              | ?     | ?     |
| 2004/05 | Sheriff Tiraspol      | Moldavië | Divizia Naţională           | 13    | 6     |
| 2005/06 | Sheriff Tiraspol      | Moldavië | Divizia Naţională           | 12    | 5     |
| 2005/06 | Hapoel Kfar Saba      | Israël   | Ligat Leumit                | 18    | 7     |
| 2006/07 | Hapoel Kfar Saba      | Israël   | Ligat Leumit                | 31    | 11    |
| 2007/08 | Hapoel Kfar Saba      | Israël   | Ligat Leumit                | 33    | 15    |
| 2008/09 | Hapoel Tel Aviv       | Israël   | Ligat Ha'Al                 | 30    | 13    |
| 2009/10 | Hapoel Tel Aviv       | Israël   | Ligat Ha'Al                 | 11    | 2     |
| 2009/10 | KRC Genk              | België   | Jupiler Pro League          | 9     | 1     |
| 2009/10 | KRC Genk              | België   | Play-Off II B               | 7     | 3     |
| 2010/11 | KRC Genk              | België   | Jupiler Pro League          | 2     | 0     |
| 2010/11 | → Beitar Jeruzalem    | Israël   | Ligat Ha'Al                 | 26    | 4     |
| 2011/12 | MS Ashdod             | Israël   | Ligat Ha'Al                 | 8     | 0     |
| 2011/12 | Nea Salamis Famagusta | Cyprus   | Cypriotische eerste divisie | 7     | 3     |
|         |                       |          | Totaal                      | 207   | 70    |

## Internationale carrière
Yeboah maakte zijn debuut voor het nationale team op 22 november 2008, toen The Black Stars een doelpuntloos gelijkspel behaalde tegen Tunesië. Hij speelde zijn tweede wedstrijd voor het nationale team op 11 februari 2009, tegen Egypte, waar hij in de 70ste minuut als wisselspeler inkwam. Het duel eindigde op 2-2.

## Erelijst
- Premier League (Ghana): Topschutter
  - 2003-04
- Ligat Ha'Al: Topschutter
  - 2007-08